# Daiya Foods
Daiya Foods Inc. ist ein kanadisches Unternehmen für Milchimitate mit Sitz in Vancouver, British Columbia.

## Geschichte
Andre Kroecher begann im Jahr 2005 mit der Entwicklung von Daiya. Greg Blake schloss sich 2007 mit Kroecher zusammen und die beiden verbrachten ein Jahr mit der Entwicklung der Mozzarella und Cheddar Style Shreds. Anfang 2008 wurde der Lebensmittelwissenschaftler Paul Wong hinzugezogen, um bei der Vergrößerung und Verfeinerung der Rezepturen zu helfen. Die Alternativen von Daiya Foods Inc. wurden erstmals 2009 auf der Natural Products Expo in Anaheim, Kalifornien, vorgestellt. Ende 2009 zog Daiya Foods in eine eigene Einrichtung um.

## Auszeichnungen
Daiya gewann den ersten Platz beim BC Innovation Council (BCIC) 2009 Commercialization of Agricultural Technology Competition. Ebenfalls im Jahr 2009 wurde Daiya mit dem PETA Libby Award für den besten sogenannten veganen Käse ausgezeichnet. Daiya Foods gewann den VegNews Veggie Award auf der Natural Products ExpoWest Show in Anaheim, CA im März 2009, 2011 und 2012. Im Jahr 2010 gewann es den Preis für den besten sogenannten  veganen Käse von VegNews und den Proggy Award 2010 für das Unternehmen des Jahres von PETA. Zu den Auszeichnungen in Kanada im Jahr 2012 gehören der British Columbia Food Processors Award für das Produkt des Jahres und der Gordon Royal Maybee Award des Canadian Institute of Food Science and Technology. Daiya wurde 2017 für 325,97 Millionen US-Dollar von Otsuka Pharmaceutical aufgekauft.

## Produkte
Daiya wird aus Maniok und Pfeilwurzel hergestellt und ist für seine käseähnliche Konsistenz und schmelzenden Eigenschaften bekannt. Es enthält weder tierische Produkte noch Soja, Laktose, Weizen, Gerste, Gluten oder Nüsse und soll somit für hypoallergene Nahrung geeignet sein.
Daiya wird in Lebensmittelgeschäften in Kanada und den Vereinigten Staaten verkauft außerdem sind die Produkte im Vereinigten Königreich, Australien, Mexiko, Hongkong und anderen Ländern erhältlich und werden auf Speisekarten von Restaurants und in verpackten Lebensmitteln von Amy’s Kitchen und Turtle Island Foods angeboten.